# Лезерешть (Харгіта)
Лезерешть, Лезерешті (рум. Lăzărești) — село у повіті Харгіта в Румунії. Входить до складу комуни Козмень.
Село розташоване на відстані 195 км на північ від Бухареста, 22 км на південний схід від М'єркуря-Чука, 64 км на північний схід від Брашова.

## Населення
За даними перепису населення 2002 року у селі проживали 630 осіб.
Національний склад населення села:
| Національність | Кількість осіб | Відсоток |
| -------------- | -------------- | -------- |
| угорці         | 619            | 98,3%    |
| румуни         | 11             | 1,7%     |

Рідною мовою назвали:
| Мова      | Кількість осіб | Відсоток |
| --------- | -------------- | -------- |
| угорська  | 619            | 98,3%    |
| румунська | 11             | 1,7%     |